# Asesinato de Isabel Carrasco
El asesinato de Isabel Carrasco, presidenta de la Diputación Provincial de León, tuvo lugar el 12 de mayo de 2014 por la tarde, en plena vía pública de la ciudad de León, España.
Tres mujeres fueron procesadas por los hechos: Monserrat González Fernández, Triana Martínez González, hija de la anterior, y Raquel Gago Rodríguez, amiga de ambas.
El caso tuvo una fuerte trascendencia mediática, rodándose incluso un documental sobre los hechos llamado Muerte en León dirigido por Justin Webster.

## Antecedentes de los hechos

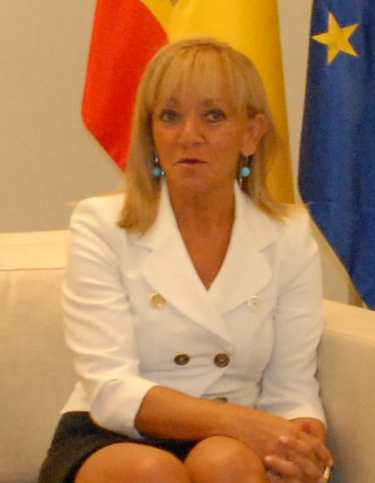
Isabel Carrasco en una visita al Palacio de la Moncloa en septiembre de 2011

Isabel Carrasco, presidenta de la diputación leonesa, fue asesinada el 12 de mayo de 2014 en unos hechos que implicaron la participación de tres mujeres leonesas. Las personas involucradas en los hechos fueron María Monserrat Ascensión González Fernández (nacida en 1955), conocida simplemente como Monserrat; Monserrat Triana Martínez González (1979), conocida como Triana e hija de la anterior, y la agente de Policía local Raquel Gago Rodríguez (1973).
Triana, ingeniera de telecomunicaciones por la Universidad de Cantabria, había trabajado en el seno de la Diputación Provincial de León como interina entre el 1 de junio de 2007 y mediados de 2011, cuando la relación laboral cesó al aprobar un candidato una oposición para tal plaza, oposición a la que Triana también se presentó, pero sin éxito. Asimismo, militaba en el Partido Popular (al igual que su madre), habiéndose presentado en la lista de los populares en las elecciones municipales de 2007 para el Ayuntamiento de Astorga, sin resultar elegida.
Monserrat y Triana, madre e hija, eran a su vez esposa e hija de Pablo Antonio Martínez, inspector jefe de la Policía Nacional de Astorga en aquel tiempo. La familia estaba muy ligada a la localidad astorgana, así como a la localidad de Carrizo de la Ribera, de la que Monserrat era natural. Monserrat achacaba el fin de la vida laboral de su hija en el seno de la institución provincial a un "despido" orquestado por Isabel Carrasco. La animadversión de Monserrat hacia Carrasco fue creciendo hasta el punto de que madre e hija tramaron un plan para asesinarla.
Raquel Gago, por su parte, era una agente de la policía local de León. Entabló amistad con Triana en su juventud, en la piscina municipal de Carrizo de la Ribera, en la que Raquel era socorrista durante los veranos y a la que acudía Triana en esta época del año.

## Hechos
Monserrat y Triana, madre e hija, planearon el asesinar a Isabel Carrasco al considerar que esta había actuado deliberadamente para perjudicar a Triana en el seno de la diputación leonesa, destruyendo su carrera profesional. Para tal fin, consiguieron hacerse con dos armas de fuego en el mercado negro: un revólver de la marca Taurus y una pistola semiautomática de la marca Royal Novelty. Ambas armas tenían el número de serie borrado. Monserrat y Triana se reunieron en el piso de Triana con Raquel Gago sobre las 16:00 horas del 12 de mayo de 2014 para ultimar los detalles del plan.
Poco después, sobre las 17:17 horas, Isabel Carrasco caminaba sola por la pasarela peatonal sobre el río Bernesga que une el paseo de la Condesa de Sagasta, donde se encontraba su domicilio, con el Paseo de Salamanca de la ciudad de León, donde se encontraba la sede provincial del Partido Popular. Carrasco tenía previsto desplazarse a Valladolid esa tarde para asistir a un mitin del partido en el marco de las elecciones al Parlamento Europeo y acudía a la sede para reunirse con otros militantes antes de viajar.
Monserrat, portando el revólver, comenzó a seguirla a corta distancia y, poco antes de llegar a la parte superior de la pasarela, le disparó al menos tres veces a corta distancia, por la espalda y de forma sorpresiva. El primer disparo alcanzó a Carrasco en la parte media de la espalda, afectándole el ventrículo izquierdo del corazón; a continuación la remató, agachándose sobre Carrasco (que yacía en el suelo) y disparando contra la mejilla izquierda y la parte posterior de la cabeza. Carrasco falleció de forma prácticamente instantánea por choque hipovolémico y por destrucción de los centros nerviosos superiores.
Monserrat, que iba vestida con una parka verde militar, gorra con visera, guantes, gafas de sol y un pañuelo grande tapándole la boca y la nariz, emprendió su huida acto seguido. Monserrat se encontró con su hija, Triana, en un pasadizo situado entre la plaza del Mercado de Colón y la Gran Vía de San Marcos. Ambas habían acordado previamente el reunirse allí tras la ejecución del asesinato, por lo que Monserrat le entregó a Triana una bandolera y un pañuelo, confirmándole que en la bandolera estaba el revólver utilizado en el asesinato y pidiéndole que se deshiciese de todo ello; Triana metió la bandolera en un bolso más grande que ella llevaba. A continuación se separaron, tomando direcciones distintas, pero acordando reunirse en el cruce entre las calles Roa de la Vega y la Gran Vía de San Marcos para huir en el coche de Triana, un Mercedes SLK 200.
Mientras tanto, Raquel Gago se situó en la esquina de la calle de Lucas de Tuy con la calle de Sampiro a partir de las 16:30 horas, aparcando su vehículo (un Volkswagen Golf) allí y mostrándose en actitud de espera. Gago conversó en ese intervalo con un agente de la ORA y a las 17:19 recibió una llamada de Triana desde un número de teléfono de prepago de 17 segundos de duración, para confirmar que se encontraba en el lugar acordado.
Acto seguido Triana llegó al lugar y se acercó a Raquel, pidiéndole que abriera el vehículo aparcado, lo que Raquel hizo accionando el mando de apertura a distancia. Triana abrió la puerta posterior trasera derecha del coche e introdujo en el vehículo un bolso grande de lona o tela, que contenía a su vez el bolso pequeño donde estaba el revólver utilizado en el crimen y un pañuelo.
Raquel Gago Rodríguez mantuvo en su poder, oculto, el revólver utilizado en el crimen, sin hacer saber a nadie ni el encuentro previo con las otras acusadas en el domicilio de Triana, ni el habido con Triana en la calle de Lucas de Tuy. El día siguiente, 13 de mayo, Raquel realizó una llamada a un amigo agente de la Policía Nacional al que le confesó que había encontrado casualmente en su vehículo, en el suelo de la parte posterior al asiento delantero derecho, los bolsos, el revólver y el pañuelo que Triana había dejado en él, siendo recuperados los mismos a continuación por los investigadores del caso.

## Juicio
La Audiencia Provincial de León condenó en primera instancia a Montserrat González y a Triana Martínez a 22 y 20 años de cárcel, respectivamente, por el asesinato de Isabel Carrasco. Raquel Gago fue absuelta del asesinato, pero condenada a 5 años de prisión por encubrimiento.
En segunda instancia, el Tribunal Superior de Justicia de Castilla y León rechazó la apelación de Raquel Gago, condenándola como cómplice de asesinato, con agravantes por disfraz y delito de atentado, a 12 años de prisión. Sería absuelta de la tenencia ilícita de armas.
Esta sentencia sería recurrida al Tribunal Supremo, que confirmó los 22 y 20 años para Montserrat González y Triana Martínez y aumentó la condena de Raquel Gago de 12 años a 14 por apreciar que sí hubo tenencia ilícita de armas. El Supremo no contempló el eximente parcial por trastorno paranoide de Triana Martínez que pedía su abogado.